# Mnogocvjetna dafina
Mnogocvjetna dafina (goumi, lat. Elaeagnus multiflora) grmolika je biljka iz roda Elaeagnus, porodice  Elaeagnacea, koja raste u Kini, Japanu te u Sibiru.

## Opis
To je listopadni do polu-zimzeleni grm koji obično raste u zaobljenom obliku do 3 metra (10 stopa) visine. Poznat je po tome što ljeti daje jestive jarko crvene bobičaste plodove (koji podsjećaju na male trešnje) i ima sposobnost vezanja dušika te tako obogaćuje siromašna tla. Porijeklom je iz otvorenih šuma, šikara i šumskih rubova u Kini i Japanu. Mlade grančice prekrivene su smeđim ljuskama. Zreli jajoliki listovi (dugi do 2 inča, 5 cm.) tamnozeleni su odozgo, ali srebrno prošarani sitnim smeđim ljuskama odozdo. Mali, zvonoliki, srebrnasto-bijeli cvjetovi cvatu u proljeće (travanj - svibanj) s plodovima koji se pojavljuju ljeti (srpanj). Cvjetovi nisu osobito upadljivi, ali su ugodnog mirisa. Mali, jednosjemeni plodovi nalik bobicama (duguljaste koštunice do pola inča duge, 1 cm) ljeti sazrijevaju do upečatljive jarko crvene boje. Plodovi su prilično opori i ne smiju se jesti svježi s grma prije nego što postignu punu zrelost. Potpuno zreli plodovi su sočni, slatki i trpki i mogu se jesti svježi s grmlja, sušeni ili kuhani (pite ili konzerve).
U Sjevernoj se Americi smatra invazivnom vrstom. Postoji i veći broj uzgojnih odlika.

## Ljekovitost
Elaeagnus multiflora Thunb. je manje poznata biljna vrsta visokog nutritivnog i ljekovitog potencijala. Biljka sadrži brojne biološki aktivne spojeve. To je grm koji naraste do 3 m. Plod nalik na koštunicu, elipsoidan, dug do 1 cm, usađen na peteljke. Crvene je boje, sočan i kiselkast, a okusom podsjeća na crveni ribiz. Prema literaturi, plod trešnje sadrži ugljikohidrate, organske kiseline i aminokiseline te vitamin C, te biominerale, polifenole, flavonoide, karotenoide, klorofile i tokoferole, što pridonosi njegovoj visokoj nutritivnoj vrijednosti. Novi biotipovi ove vrste uzgojene u Poljskoj mogu se koristiti za proizvodnju funkcionalne hrane i izravnu konzumaciju. U Kini se, gdje je poznata kao goumi, koristi kao ljekovita biljka i prirodni lijek za kašalj, proljev, svrbež, gadne rane, pa čak i rak.

## Sastav plodova
Plodovi sadrže:
- 11 - 18% šećera
- 1,5 - 2,3 % organskih kiselina
- od 0,18 - 0,46 % pektina
- od 13,2 – 19 mg/100 g vitamina A
- 16 – 33 mg/100 g vitamina C ( po drugim izvorima do 118 mg%)

Sadrži i oko 0,3 - 0,5% tanina. Sadrži još oko 68 mg/kg željeza,te dosta polifenolnih spojeva ( oko 285 – 765 mg %). Također plodovi su bogati aminokiselinama. Sadrže 17 puta više likopena od rajčice.

## Povijest
U Europu je unesen negdje oko 1850. godine (Nizozemska). Uzgojem ove voćne vrste prvi su se u Europi počeli baviti Francuzi oko 1877., no uzgoj se nije nikada proširio izvan jednog malog dijela francuske pokrajine Lorraine. Propitivanje mogućnosti uzgoja u Rusiji počinje negdje nakon 1945. godine, no intenzivnije tek oko 2000. godine (iako su prve sadnice unešene u Rusiju još 1926.). U Americi se uzgaja tek zadnjih 10 – 15 godina (prve sadnice uvezene su u SAD prije nekih 100 godina). U Kini i posebno Japanu goumi je već stoljećima uobičajena i vrlo cijenjena voćna vrsta.
- E. multiflora
- E. multiflora

## Sinonimi
- Elaeagnus edulis Siebold ex E.May
- Elaeagnus edulis Siebold ex Carrière
- Elaeagnus isensis Makino
- Elaeagnus jucundicocca2 Koidz.
- Elaeagnus longipes A.Gray
- Elaeagnus multiflora var. edulis (Siebold ex Carrière) C.K. Schneid.
- Elaeagnus multiflora var. multiflora
- Elaeagnus multiflora var. obovoidea C.Y.Chang
- Elaeagnus multiflora var. orbiculata Makino
- Elaeagnus multiflora var. ovoidea Makino
- Elaeagnus multiflora var. siphonantha (Nakai) C.Y.Chang
- Elaeagnus multiflora var. sulcata Makino
- Elaeagnus multiflora var. tenuipes C.Y.Chang
- Elaeagnus odoratiedulis Lavallée
- Elaeagnus rotundifolia Gagnaire
- Elaeagnus siphonantha Nakai
- Elaeagnus umbellata var. siphonantha

## Vanjske poveznice
- Plants for a Future: Elaeagnus multiflora